# Podgredina
Podgredina falu Bosznia-Hercegovinában, a Bosznia-hercegovinai Föderáció Una-Szanai kantonjában.

## Fekvése
Bosznia-Hercegovina északnyugati részén, Bihácstól légvonalban 20, közúton 33 km-re északkeletre, Cazin központjától légvonalban 7, közúton 10 km-re keletre, a Gomila-hegy északi oldalán elterülő dombos vidéken fekszik. 

## Népessége
| Nemzetiségi csoport | Népesség 1991 | Népesség 2013 |
| ------------------- | ------------- | ------------- |
| Szerb               | 0             | 1             |
| Bosnyák             | 1778          | 2066          |
| Horvát              | 3             | 1             |
| Jugoszláv           | 5             | 0             |
| Egyéb               | 0             | 5             |
| Összesen            | 1786          | 2073          |

## Története
A podgredinai muszlim gyülekezet az azonos nevű településen kívül Mahmutagići, Hadžipašići, Budimlići, Sivići, Krehići, Halkići, valamint Donji és Gornji Memići falvakat is magában foglalja. A gyülekezetnek több mint 400 háztartása van. A régi írott források azt állítják, hogy ezt a gyülekezetet 1775-ben alapították, valószínűleg ekkoriban épült Podgredina első mecsete is. 1963-ig a gyülekezetnek volt egy régi famecsete, amit lebontottak, és ugyanott, ugyanabban az évben új mecsetet építettek és avattak fel. A mecsetet 1997-ben alaposan felújították és átalakították. Az állandó imámi szolgálatot ebben a gyülekezetben a következő imámok végezték: Shefket Hadžipašić és Samir Crnkić efendi, a gyülekezet jelenlegi imámja. Podgredinából a következő imámok jöttek: Hasan Pašić, Faruk Džakulić, Jasmin Memić, Dževad Mahmutagić efendi és mások.

## Nevezetességei
A helyi mecsetet 1963-ban építették, a boszniai háborút követően 1997-ben teljesen megújították.